# سامر عمران
سامر عمران، ممثل ومخرج مسرحي سوري، وهو عميد كلية فنون الأداء في جامعة المنارة في سورية، وأستاذ في المعهد العالي للفنون المسرحية في دمشق.
قاد ورشات عمل في الإخراج والتمثيل والإيماء في كل من "ألمانيا-الدانمارك -اليونان -فرنسا-تونس -الجزائر -مصر- الإمارات العربية -الباكستان-لبنان"، وترجم مجموعة من المسرحيات وأخرج بعضها.
شارك في لجان مهرجانات مسرحية وسينمائية عربية وعالمية، ونال عدة جوائز عالمية وعربية عن عروضه المسرحية كمخرج وكممثل.
يغلب العمل المسرحي على معظم مسيرة سامر عمران الفنية، وأول مشاركاته التلفزيونية المعروفة كانت خلال العام (1992) في مسلسل "جريمة في الذاكرة".

## دراسته
تخرج من المعهد العالي للفنون المسرحية عام (1991)، قسم التمثيل، ثم سافر إلى ألمانيا ودرس فن "البوثو"، وهو نوعٌ من أنواع فنّ المسرح الحركي، ثم حصل على منحة من بولونيا عام (1992)، وتخرج من قسم الإخراج، ثم درس في قسم التمثيل اختصاص الإيماء والقتال الفني، تخرج عام (1998) بدرجة دكتوراه من الدرجة الأولى، وأنجز خلال ذلك أطروحة نظرية بعنوان "الجسد...الفراغ".

## حياته الشخصية
كان متزوجاً من الفنانة ريم علي ولديه منها ابنة وحيدة تدعى "مريم".

## أعماله

### في المسرح
فور عودته إلى سوريا بعد حصوله على شهادة الدكتوراه؛ عُيِّنَ عمران في قسم التمثيل كمدرس مواد الحركة، وكان أول من أدخل مادة فن الإيماء التقليدي في المنهج الدراسي للمعهد العالي للفنون المسرحية بدمشق، ثم ترأس قسم التمثيل لمدة عامين، قبل أن يصبح عميداً للمعهد بين عامي (2002) و(2006)، ثم عاد كمدرس لمادة التمثيل والإيماء.
من الأعمال المسرحية التي أخرجها:
- عيد ميلاد طويل
- حسب تقديرك
- الحدث السعيد
- المهاجران (2011)
- بإنتظار المطر (2012)

بالإضافة لعدة عروض تخرج لطلاّب المعهد العالي للفنون المسرحية بدمشق.

### في السينما
- دمشق مع حبي (2011)
- المهاجران (2012)
- الرابعة بتوقيت الفردوس (2015)
- أنا وأنت وأمي وأبي (2015)
- رحلة يوسف (2022)

#### في التلفزيون
- جريمة في الذاكرة (1992)
- الفوارس (1999)
- صلاح الدين الأيوبي (2001)
- هولاكو (2002)
- سيف بن ذي يزن (2003)
- الخيط الأبيض (2004)
- أهل الغرام ج1 (2006)
- لورنس العرب (2008)
- القربان (2014)
- نبتدي منين الحكاية (2016)